# Fabrizio De Rossi Re

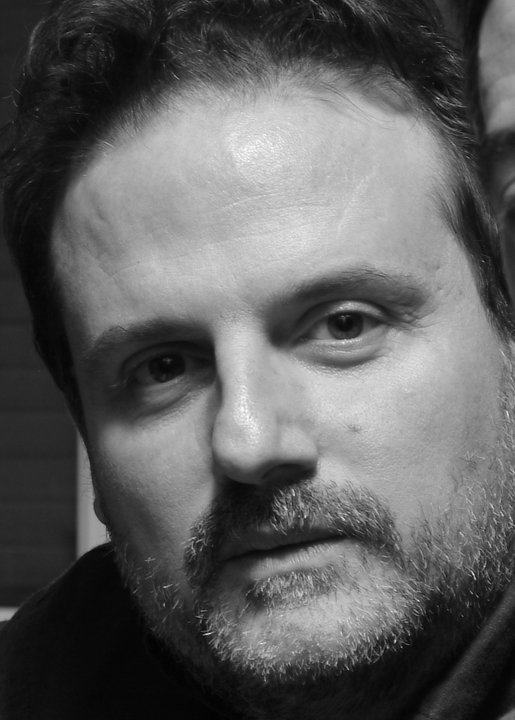
Fabrizio De Rossi Re

Fabrizio De Rossi Re (nacido el 1 de agosto de 1960, en Roma) es un compositor y libretista italiano. Compone óperas etapa, sinfónica, coral y música de cámara, y al mismo tiempo es pianista.

## Biografía
Estudió composición con Mauro Bortolotti y la música banda con Raffello Tega en el Conservatorio de Santa Cecilia en Roma, donde ha obtenido su diploma. Ha tenido también la oportunidad de conocer y estudiar con otras importantes figuras de la música italiana, como Sylvano Bussotti, Salvatore Sciarrino, Luciano Berio, y el pianista de jazz Umberto Cesari
Es profesor de Elementos de Composición de la Educación Musical en el Conservatorio "GB Pergolesi" de Fermo, y se ha involucrado en Didáctica de enseñanza de Improvisación y Composición para Maestros de Escuelas Secundarias (organizado por el Ministerio de Educación).
Ha sido miembro de la asociación artística de Nuova Consonanza en Roma desde el año 1987. Como pianista de jazz, a menudo participó en sesiones con muchos otros solistas, el equilibrio de la herencia de la música clásica y el jazz con la continua investigación de nuevos caminos creativos y sonidos.
Sus obras han sido grabadas por Adda Records, Agenda, BMG Ariola, CNI, Edipan, Fonit Cetra, QQD, Rai Trade, RCA, Semar y Sonzogno.

## Trabajos seleccionados
Esta es una selección de algunos de sus trabajos.

### Escenario
- Blanca Nieves, ovvero il pérfido Candore (ópera de cámara, libreto del compositor, etapa dirigida por Catherine McGilvray), 1993;
- Nocturnàlia (música de baile), 1993;
- Paracelso, de las ninfas de trabajo, sílfides, Pigmeos, salamandras y otros seres (texto del compositor, después de Paracelso), 1994;
- L'ombra Dentro la pietra (ballet, coreografía de Paola Rampone), 1996;
- La comunione dei beni (texto de Edoardo Albinati), 1996–1997;
- Cantopinocchio, la fatina che canta (acción musical, texto de Adriano Vianello), 1997;
- La stanza del corpo dipinto (actuación), 1999;
- Cesare Lombroso o il corpo come principio morale (acción musical, texto de Adriano Vianello), 2000;
- Negritud (para voz femenina y 2 actores), 2001;
- Il canto dell'odio (monólogo grotesco, texto de Lorenzo Stecchetti), 2002;
- Musica senza cuore (grotesco, textos de Francesca Angeli, Paola Cortellesi, según el corazón de Edmondo de Amicis), 2003;
- Mysterium Cosmographicum, Un viaggio nei sogni e nei Ricordi di Keplero (acción musical, texto por Francesca Angeli, después de Johannes Kepler), 2004;
- Radiopanico (breve notturno lunare, texto de Carlo Lucarelli), 2005;
- King Kong, amore mio (Grotesco y ópera sentimental, libreto de Luis Gabriel Santiago), 2011.

### Orquesta, coro
- Grandebanda, banda sinfónica, 1984;
- Nero, nero, piano, orquesta de cuerdas, 1984;
- Nero, nero II, piano, orquesta de cuerdas, 1984;
- Lauda (texto por Elio Pecora), mezzo-soprano, coro mixto, flauta, violonchelo, piano, orquesta, 1990;
- Aria di strèpito, saxo tenor, orquesta, 1992;
- Épaves I, 11 strings, 1992;
- Tempesta dalla Spaventàti, 1992;
- Concierto, arpa, orquesta, 1998;
- Retrato imaginario, 2 oboes, fagot, 2 trompas, orquesta de cuerdas, 1998
- Iguanas (divertimento, texto de Edoardo Albinati), 4 voces mixtas, 1999;
- Tremuit Terra, tenor, coro mixto, orquesta, 1999;
- Retrato imaginario, la versión para 4 trompas, 4 trompetas, 3 trombones, orquesta de cuerdas, 2000;
- Un retrato imaginario (il vero antico, il nuovo falso), orquesta antigua-instrumento, 2000;
- Slow Dance, acordeón, orquesta (homenaje a Giuseppe Verdi), 2001;
- Rappresentatione (Urbs Imaginaria), 2 voces femeninas, 2 voces masculinas, coro mixto, conjunto antiguo-instrumento, orquesta, cintas, electrónica en vivo, de 2003;
- Valse, pequeña orquesta (16 jugadores), 2005;
- Ricercari (para cuarteto de cuerdas de la Filarmónica de Berlín)
- El puente (monólogo de actor y cuarteto de cuerdas, texto de Ambrose Bierce), 2011.

### Música de cámara
- Erato, amore mio (Erato, Mi amor) para viola y piano, 2001
- Krono e gli altri dèmoni e dèi (Cronos y los otros demonios y dioses) para clarinete y viola, 1987
- Palus Epidemiarum para viola, violonchelo y contrabajo, 1988

### Cámara, radio
- Terranera (Radiofilm, texto de Valerio Magrelli, dirigida por Giorgio Pressburger), 1994;
- Orti di guerra (texto de Edoardo Albinati), 1995;
- Diario giapponese I (para voz masculina y percusión), 1997;
- Tre per una, por no dire l'Ernani (texto por Vittorio Sermonti), soprano, locutor masculino, clarinete, piano, 2001.

### Discografía
- Nero dal Appunti. Alicia Terzián / Grupo Encuentros de Música Contemporánea (ADDA Registros: CCS 590014)
- Lacus Fulminis. Alter Ego (BMG / Ariola: CCD de 3007)
- Tempesta dalla Spaventàti. Flavio Emilio Scogna / Orquesta Sinfónica Abruzzese (BMG Ricordi: 74321,17516)
- Un Bop mar de rebote. Alter Ego (BMG Ricordi: 74321,16229)
- Terranera, un viaggetto nel proto-Lazio; Paracelso, dal trattato delle Ninfe, Silfi, Pigmei, Salamandre ed altri esseri. Roberto Fabbriciani, flute (Edizioni Edi.Pan: 3057)
- Vampyr. Federico Mondelci, saxofón alto (BMG Ricordi: 74321,25171)
- Cain (un misterio). Manuel Zurria, flauta (Edizioni Edi.Pan: 3039)
- Quarto nero (visione dell'Angelo). Mauro Maur, trumpet; Luigi Celeghin, organó (BMG Ricordi: 74321.16825)
- Tremuit Terra. Francesco Marcacci, tenor; Fabio Maestri / coro y orquesta de la Sagra Musicale Umbra (Octacorda / Sonzogno)
- Ritratto dell'artista da giovane. Toni Germani, saxo alto; Bernardino Penazzi, violonchelo; Fabrizio De Rossi Re, piano, melódica; Mauro Orselli, percusión (IREC: DDQ 128039)
- Canciones y Ricercari